# Boogaloo
Boogaloo nebo také Bugalú, Shing-a-ling, latinskoamerické Boogaloo či latinskoamerické R&B, je hudební žánr latinskoamerické hudby a zároveň tanec, který se stal populárním ve Spojených státech v 60. letech 20. století. Boogaloo vzniklo v New Yorku, za jeho vznikem stojí mladí Kubánci, Portorikánci a další přistěhovalci z Karibiku v USA. Styl je směsí oblíbeného černošského R&B, soulu a latinskoamerické mamby a kubánského stylu son.
O popularizaci stylu po Spojených státech se zasloužili Mongo Santamaría s cover verzí jazzové standardy „Watermelon Man“ a Ray Barretto s hitem „El Watusi“ v roce 1963, obě nahrávky se umístily do první dvacítky žebříčku hitů ve Spojených státech. Tím inspirovali mnoho dalších hudebníků a kapel, především právě z řad karibských přistěhovalců, aby se začali více věnovat tomuto stylu a spustili tak vlnu Boogaloo, jejímiž nejvýraznějšími postavami jsou zpěváci Richardo Ray, Bobby Cruz a Joe Cuba a jeho Sextet. Největším boogaloo hitem byla píseň „Bang Bang“ právě od Joeho Cuby a jeho Sextetu, které se prodalo přes 1 milion kusů. Dalšími úspěšnými hity byly „Boogaloo Blues“ od Johnnyho Colóna, „I Like It like That“ od Peteho Rodrigueze a „At the Party“ od Hectora Riveriho.
Převážně ve Spojených státech se tento termín používá také pro označení ozbrojené revoluce s cílem svržení státních struktur. Termín je používán především mezi libertariány a anarcho-kapitalisty, kteří považují aktuální americkou vládu za tyranskou.